# Frocester
Frocester é uma paróquia e aldeia de Stroud, no condado de Gloucestershire, na Inglaterra. De acordo com o Censo de 2011, tinha 155 habitantes. Tem uma área de 7,56 km².